# Horodnia

Horodnia – rodzaj drewnianych przęseł otaczających dziedziniec, składających się w jednym boku na "mur" zamku drewnianego. Horodnie występowały głównie na wschodnim obszarze I Rzeczypospolitej, na Podlasiu, w Wielkim Księstwie Litewskim i terenach obecnej Ukrainy. Nie jest wykluczone, że horodnie były stosowane w grodach wczesnośredniowiecznych także w Wielkopolsce, Pomorzu, Mazowszu i Małopolsce.
Horodnia były rodzajem niewielkiej izby zbudowanej w zrąb i przylegającej do wału grodu lub też wznoszonej na wale grodu lub zamku, przy czym zewnętrzna część horodni stanowiła fragment palisady obronnej. Horodnie stykały się ze sobą i część mogła być dla wzmocnienia obronności wypełnione ziemią i kamieniami, natomiast część pełniła funkcje magazynowe lub mieszkalne i wtedy horodnie mogły być zamykanej drzwiami od dziedzińca.   
Po połączonych horodniach można było się przemieszczać i prowadzić ostrzał zza palisady. Podczas najazdu nieprzyjaciela okoliczna ludność składała w horodniach swój dobytek (porównaj z izbicą).  
O istnieniu takich konstrukcji przykładowo wzmiankowano w inwentarzu zamku w Goniądzu z 1574, w którym było 89 horodni.      

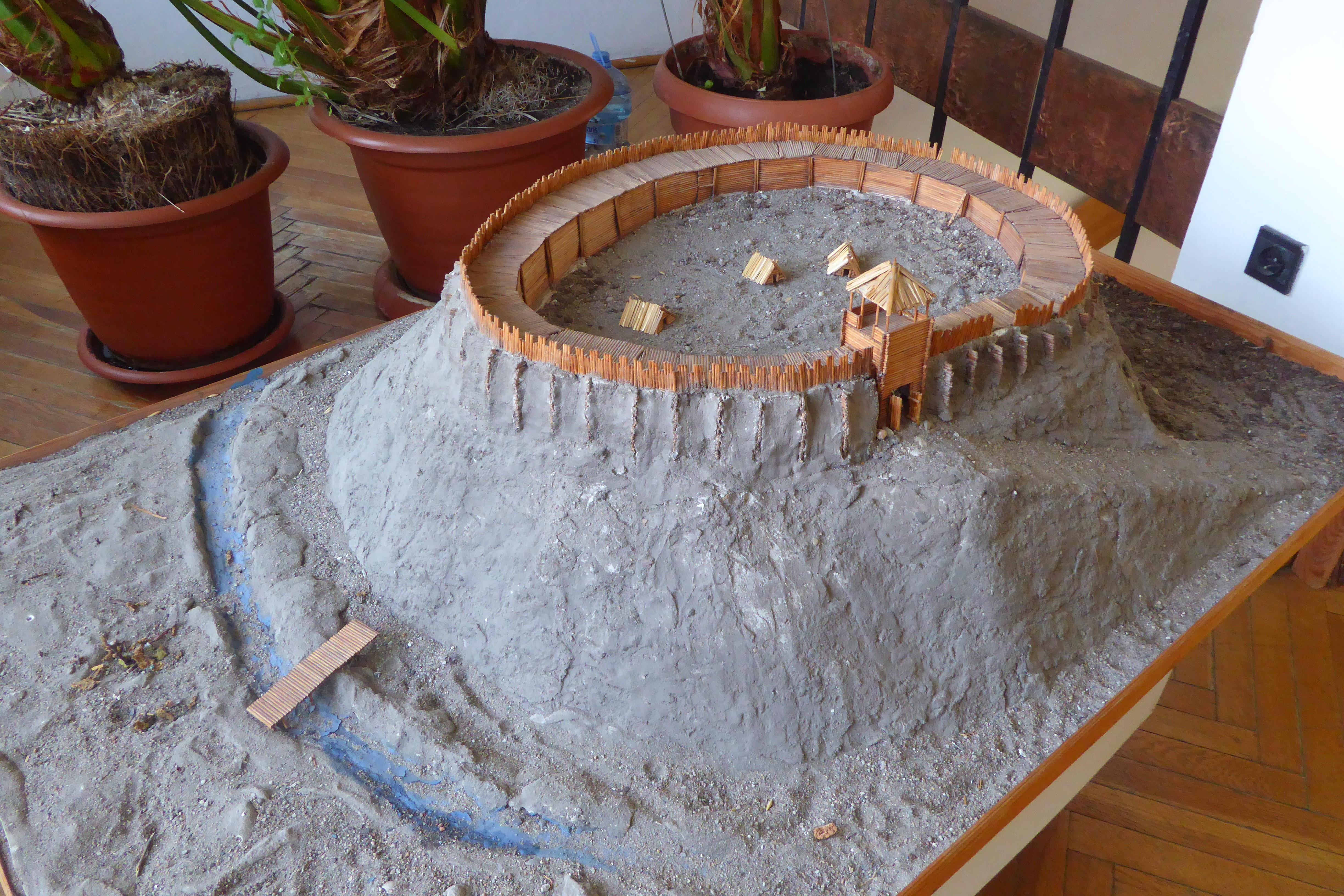
Gród w Gdańsku (makieta) - widoczne horodnie po wewnętrznej stronie wału
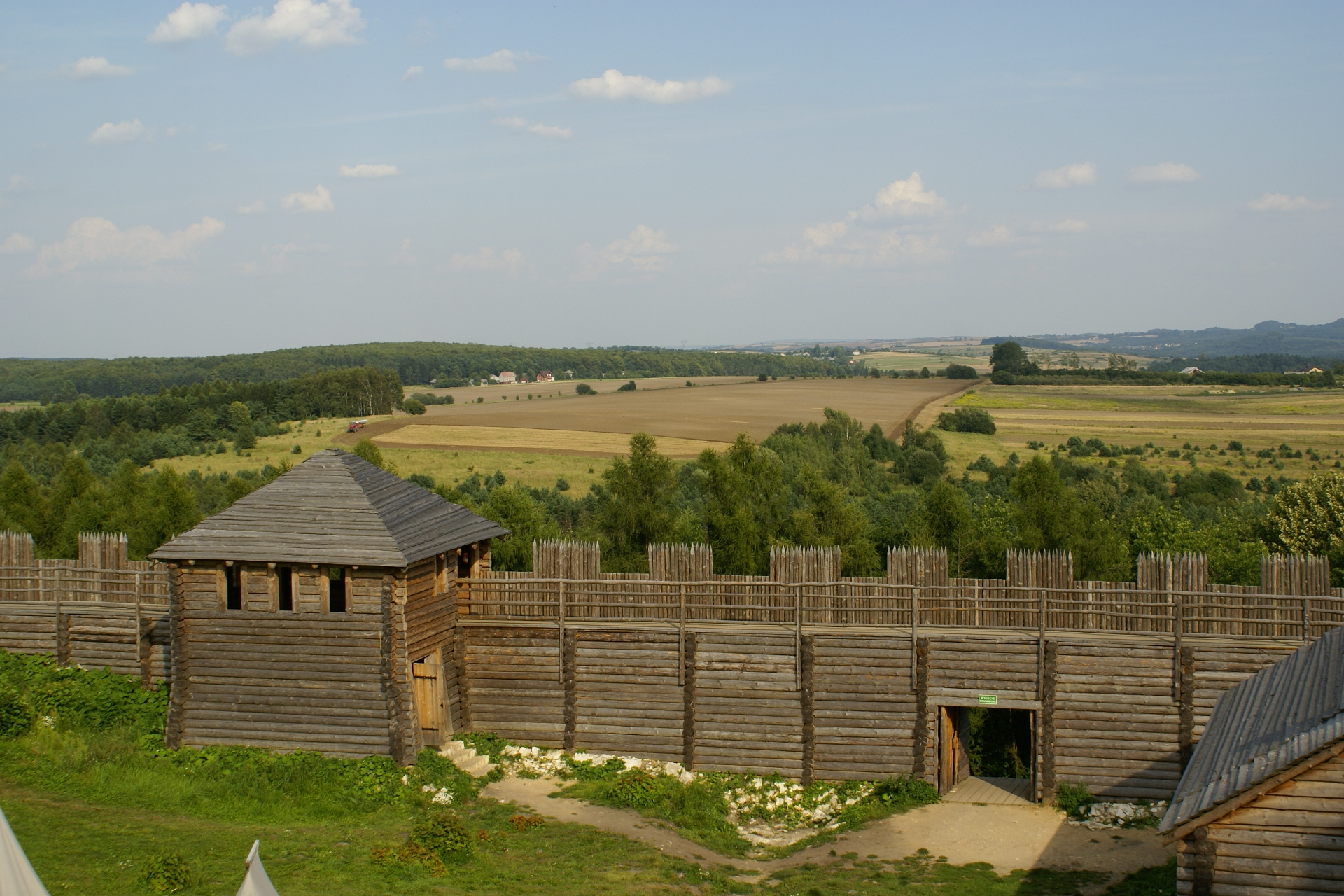
Góra Birów